# حمام رامیان
حمام رامیان مربوط به دوره قاجار است و در رامیان، ضلع غربی محله کهنه بازار واقع شده و این اثر در تاریخ ۱۰ خرداد ۱۳۸۲ با شمارهٔ ثبت ۸۸۶۴ به‌عنوان یکی از آثار ملی ایران به ثبت رسیده است.